# Schefflera hainanensis
Schefflera hainanensis är en araliaväxtart som beskrevs av Elmer Drew Merrill och Woon Young Chun. Schefflera hainanensis ingår i släktet Schefflera och familjen araliaväxter.
Artens utbredningsområde är Hainan (Kina). Inga underarter finns listade.